# Tortefontaine
Tortefontaine is een gemeente in het Franse departement Pas-de-Calais (regio Hauts-de-France). De gemeente telt 231 inwoners (1999) en maakt deel uit van het arrondissement Montreuil.

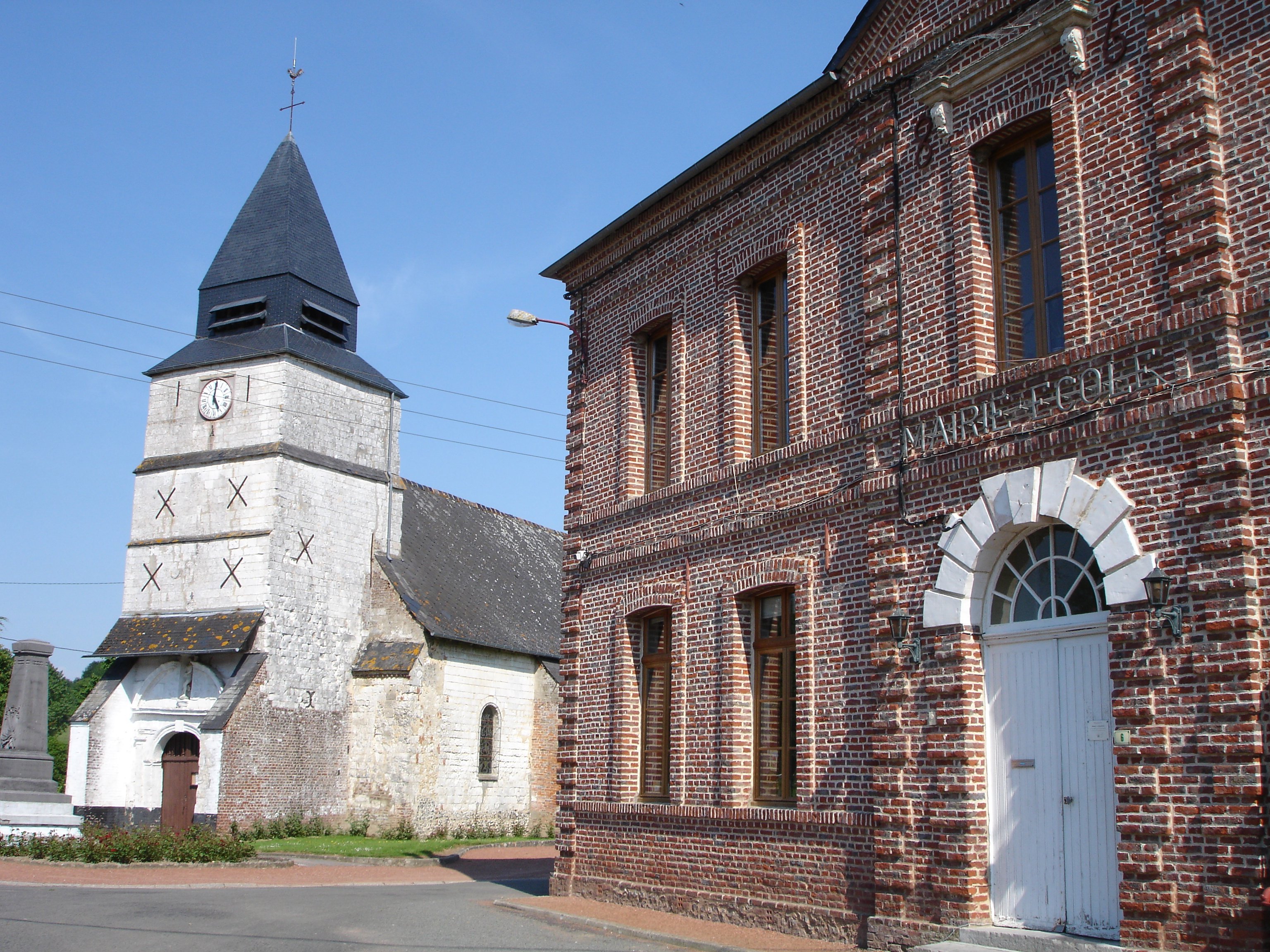
Centrum met kerk, gemeentehuis en school

## Geschiedenis
De gemeente Tortefontaine werd vergroot in 1834, toen de gemeente Dommartin werd opgeheven en het grondgebied werd verdeeld onder de gemeente Tortefontaine, Mouriez en Raye-sur-Authie. Het westelijk deel van Dommartin met het gehucht Saint-Josse-au-Bois en de site van de voormalige Abdij van Dommartin werd bij Tortefontaine gevoegd.

## Geografie
De oppervlakte van Tortefontaine bedraagt 12,0 km², de bevolkingsdichtheid is 19,3 inwoners per km². In het zuidwesten van de gemeente ligt het gehucht Le Molinel; in het noordwesten ligt Saint-Josse-au-Bois.
De onderstaande kaart toont de ligging van Tortefontaine met de belangrijkste infrastructuur en aangrenzende gemeenten.

## Bezienswaardigheden
- De Église Saint-Martin
- De resten van de Abdij van Dommartin, ingeschreven als monument historique in 1991
- Op de gemeentelijke begraafplaats van Tortefontaine bevindt zich een Brits oorlogsgraf uit de Tweede Wereldoorlog.

## Demografie
Onderstaande figuur toont het verloop van het inwonertal (bron: INSEE-tellingen).